# 밸러리 곤트
밸러리 곤트(영어: Valerie Gaunt, 1932년 11월 7일 ~ 2016년 3월 22일)은 잉글랜드 출신의 배우이다. 테런스 피셔 감독의 해머사 공포 영화 《프랑켄슈타인의 저주》(1957)의 저스틴 역, 《괴인 드라큐라》(1958)에 드라큘라의 신부 역으로 출연했다. 출연 영화는 그 두 작품뿐이다. 2016년 사망했다.